# 欧金尼奥·加林
欧金尼奥·加林（1909年5月9日—2004年12月29日）是一位意大利哲学家和历史学家，关注文艺复兴时期的文化史，主要作品有《中世纪与文艺复兴》（Medioevo e rinascimento）等。